# Гриценки
Грице́нки — село в Україні, у Антонінській селищній громаді Хмельницького району Хмельницької області. Населення становить 351 особу.

## Географія
Селом протікає річка Фоса, права притока Ікопоті.

## Історія
Станом на 1886 рік в колишньому власницькому селі Терешківської волості Старокостянтинівського повіту Волинської губернії, мешкало 705 осіб, налічувалось 86 дворових господарств, існували православна церква, школа, постоялий будинок, кузня, вітряний й водяний млини.
За переписом 1897 року кількість мешканців зросла до 901 особи (460 чоловічої статі та 441 — жіночої), з яких 875 — православної віри.
7 (20) листопада 1917 року, відповідно до.Третього Універсалу Української Центральної Ради, увійшло до складу Української Народної Республіки.
12 червня 2020 року, відповідно до розпорядження Кабінету Міністрів України № 727-р «Про визначення адміністративних центрів та затвердження територій територіальних громад Хмельницької області», увійшло до складу Антонінської селищної громади.
19 липня 2020 року, після ліквідації Красилівського району, село увійшло до Хмельницького району.

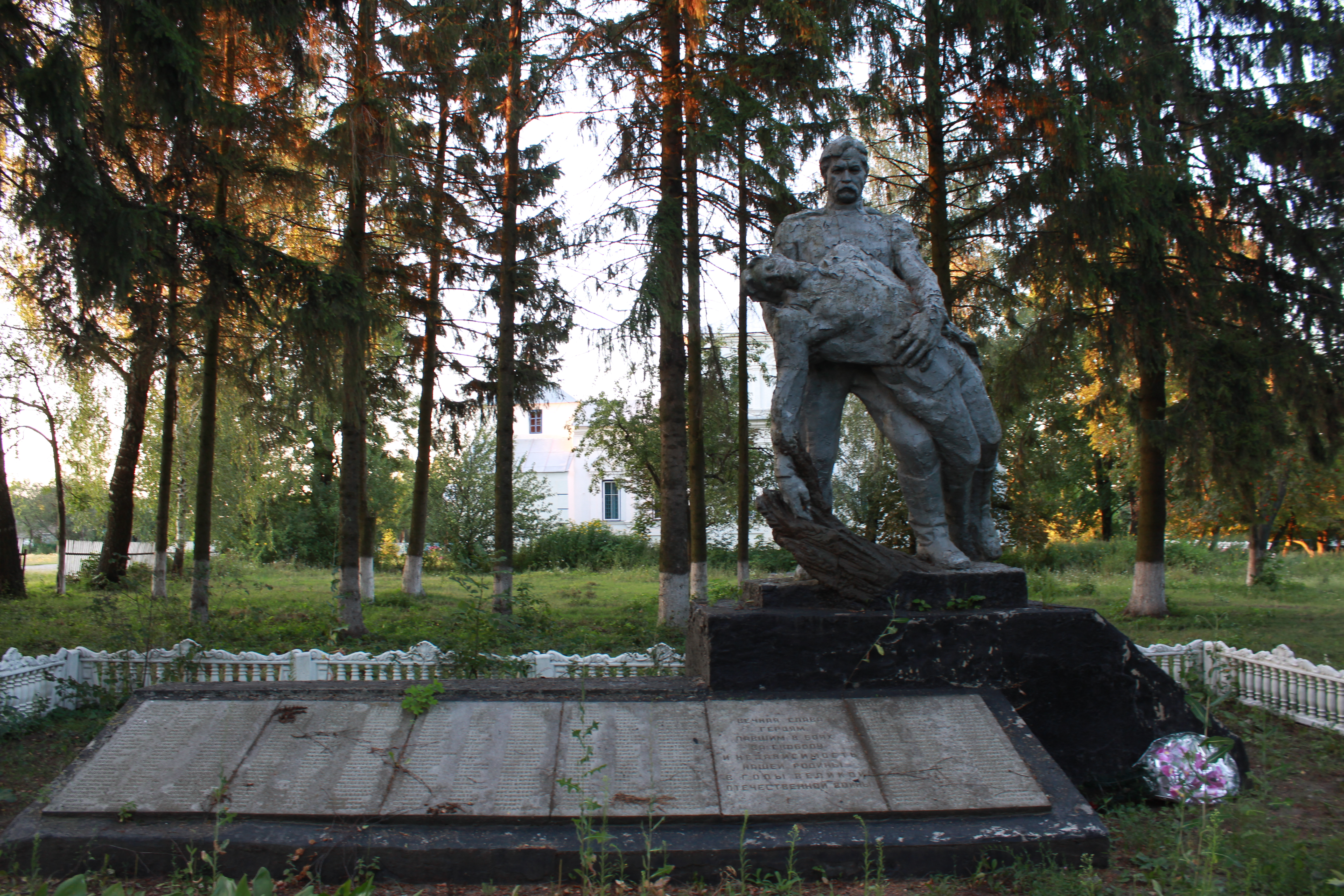
Пам'ятний знак на честь воїнів-односельчан

Колишній орган місцевого самоврядування — Гриценківська сільська рада.